# Ölbergkapelle (Unterlangenberg)

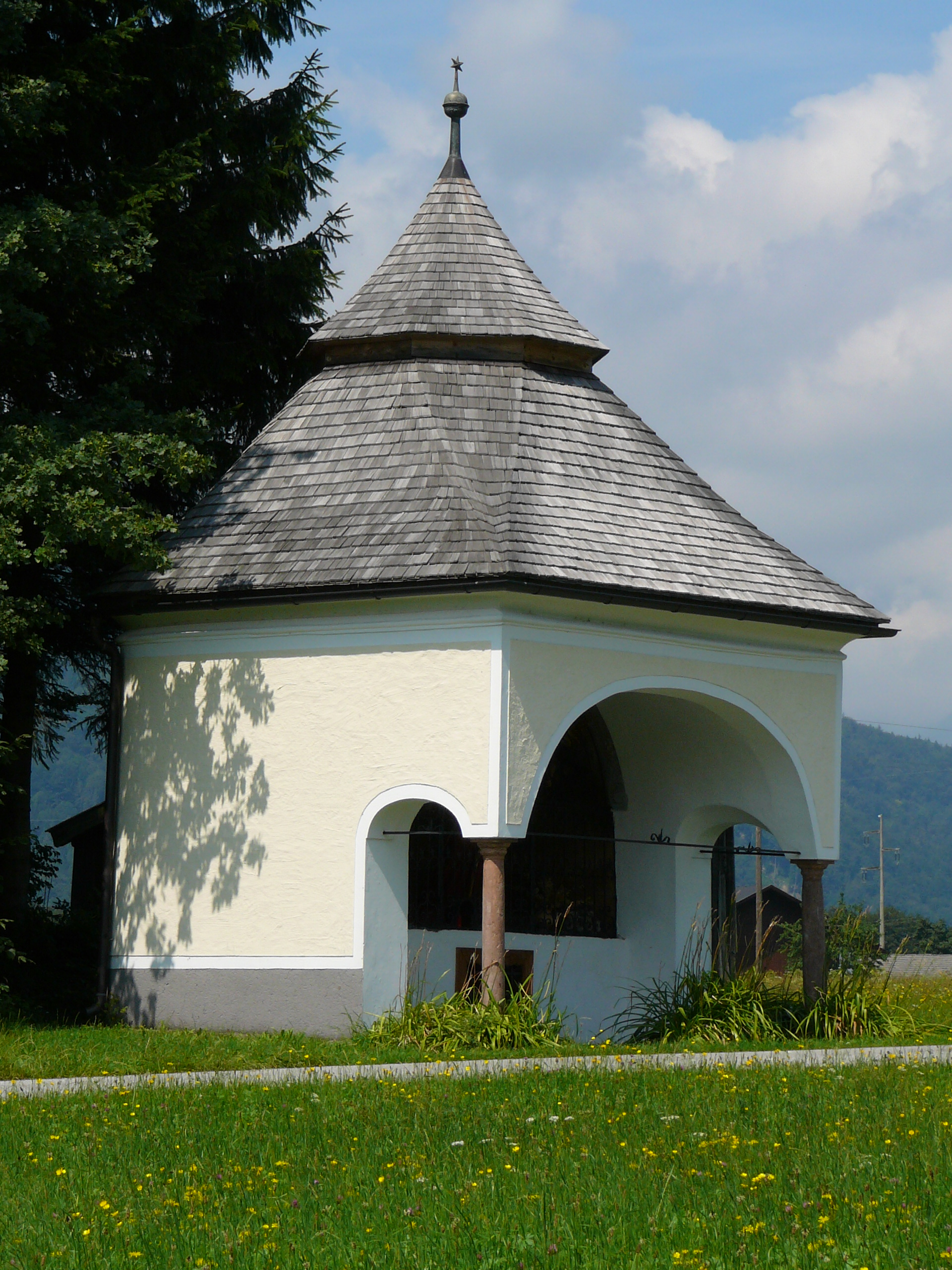
Ölbergkapelle (2011)

Die Ölbergkapelle (auch Doser-Kapelle genannt) steht im Ortsteil Unterlangenberg in der Gemeinde Kuchl im Bezirk Hallein im Land Salzburg. Die Kapelle steht unter Denkmalschutz.
Das barocke Gotteshaus hat ein in der offenen Hauptfront auf zwei Säulen aufruhendes Tonnengewölbe und schließt hinten mit einer geschlossenen Rundapsis ab. Es ruht auf einem umlaufenden Sockel unter einem abgewalmten Dach, dem ein Zeltdach aufgesetzt ist. Es gibt ein schmiedeeisernes Gitter aus dem 18. Jahrhundert. Die Ölberggruppe steht in einer eigenen Nische, unterhalb der Hauptszene stehen Figuren, die Seelen im Fegefeuer darstellen.